# Rifugio Guide d'Ayas
Il rifugio delle Guide Val d'Ayas è un rifugio del massiccio del Monte Rosa nelle Alpi Pennine situato in Val d'Ayas sullo sperone delle Rocce di Lambronecca, a pochi metri dal Grande Ghiacciaio di Verra.

## Caratteristiche e informazioni
Il rifugio è stato inaugurato nel 1991 ed è dotato di 80 posti letto. È un moderno rifugio in muratura con rivestimento metallico, in posizione davvero spettacolare.
Si trova circa 400 m più in alto del rifugio Ottorino Mezzalama.

## Accesso
L'accesso al rifugio può avvenire da Saint-Jacques in circa 5 ore (chi vuole abbreviare il percorso può usufruire di un servizio jeep-taxi fino al Plan-de-Verraz dessus) o da Plateau Rosa in circa quattro ore. Se si sceglie quest'ultimo itinerario è necessario attrezzarsi con piccozza, ramponi e corda poiché è un itinerario alpinistico.

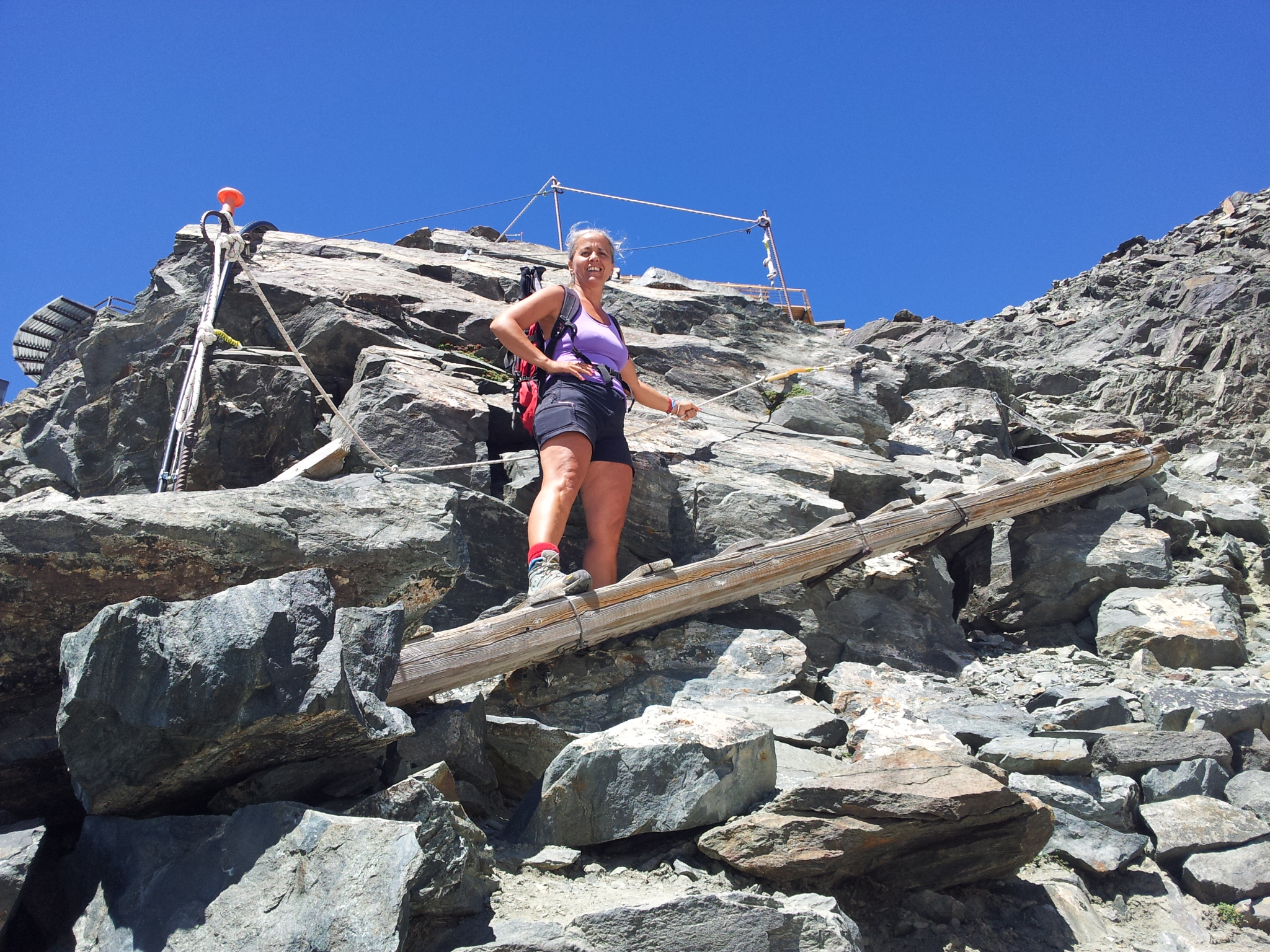
L'ultimo tratto della salita è attrezzato con ponticelli e corde fisse

## Ascensioni
- -     - Traversara dei Breithorn, che comprende:
    - Breithorn Occidentale - 4.165 m
    - Breithorn Centrale - 4.156 m
    - Breithorn Orientale - 4.141 m
- Castore - 4.228 m - via versante ovest
- Polluce - 4.091 m
- Roccia Nera - 4.075 m